# 肯·迈尔斯 (赛艇运动员)
肯·迈尔斯（英語：Ken Myers，1896年8月10日—1972年9月22日），美国男子赛艇运动员。他曾代表美国参加1920年、1928年和1932年夏季奥林匹克运动会赛艇比赛，获得一枚金牌和二枚银牌。